# Domenico Sorrentino (bispo)
Domenico Sorrentino (1640–1708) foi um prelado católico romano que serviu como bispo de Vulturara e Montecorvino (1676–1708) e bispo de Ruvo (1673–1676).

## Biografia
Domenico Sorrentino nasceu em Cava no dia 25 de Setembro de 1640 e foi ordenado sacerdote a 21 de Dezembro de 1670. Foi nomeado Bispo de Ruvo a 13 de Março de 1673 pelo Papa Clemente X. No dia 16 de Abril de 1673 foi consagrado bispo por Francesco Maria Febei, arcebispo titular de Tarso, com Pier Antonio Capobianco, bispo emérito da Lacedônia, e Giuseppe di Giacomo, bispo de Bovino, servindo como co-consagradores. A 27 de Abril de 1676, foi nomeado Bispo de Vulturara e Montecorvino pelo Papa Clemente X, onde serviu até à sua morte em Setembro de 1708.